# Дом генерал-губернатора Кореи
Дом генерал-губернатора Кореи (яп. 朝鮮総督府庁舎, кор. 조선총독부 청사 или 조선총독부 건물), название с 1945 по 1985 годы — Чунанчхон (кор. 중앙청) — здание в Сеуле, в котором с 1928 по 1945 годы находилась японская администрация, включая генерал-губернатора Кореи, а с 1948 по 1982 годы — правительство Кореи. Здание было построено к стиле неоклассицизма по проекту немецкого архитектора Георга де Лаланде. Строительство было закончено в 1926 году. Несмотря на то, что здание представляло большую историческую и культурную ценность, оно было снесено в 1995—1996 годах по решению южнокорейского парламента, видевшего в нем символ японского колониального господства.

## История здания
После того, как в 1910 году Корея утратила независимость, Сеул, переименованный в Кэйдзё, стал столицей японского генерал-губернаторства. В 1911 году было решено создать особое здание для японской администрации, до этого располагавшейся во дворце Кёнбоккун.
Для постройки Дома генерал-губернатора было снесено 10 зданий из дворцового комплекса Кёнбоккуна. Строительство началось 25 июня 1916 года под руководством архитектора Номуры Итиро и было закончено через 10 лет.
В этом здании американское командование принимало капитуляцию у последнего генерал-губернатора Кореи Абэ Нобуюки. С 1948 по 1985 годы там заседало правительство Республики Корея. На его ступенях принимал присягу первый президент Южной Кореи Ли Сынман. С 1985 года здание стало музеем.

## Снос
Дом генерал-губернатора Кореи был снесен по приказу президента Южной Кореи Ким Ёнсама в 1995 году, спустя 50 лет после получения Кореей независимости.

## Виды здания

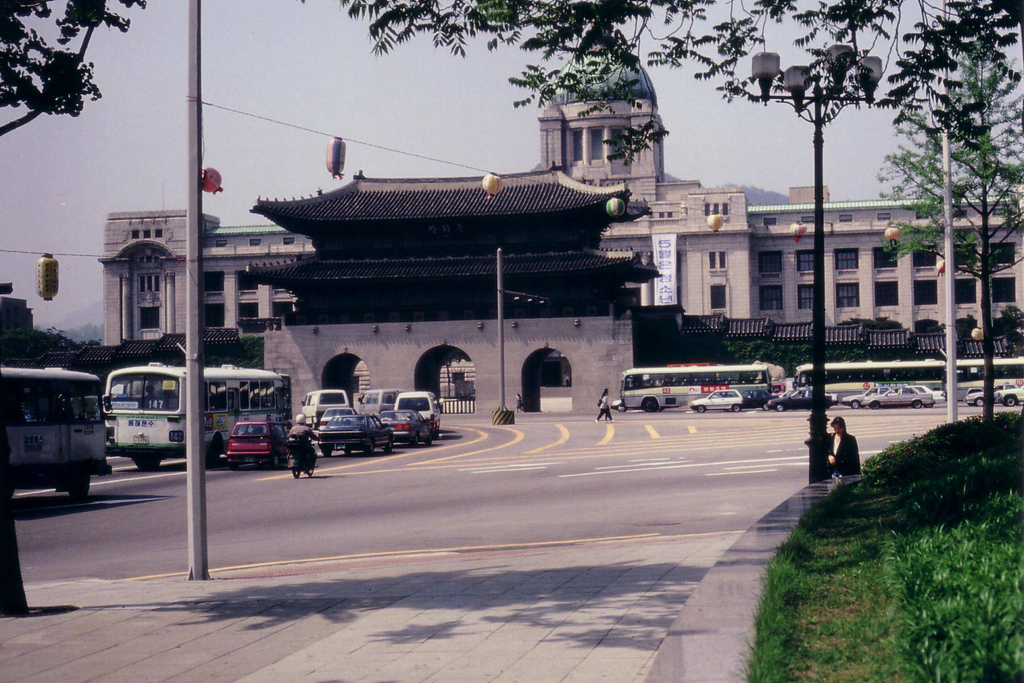
Здание анфас.
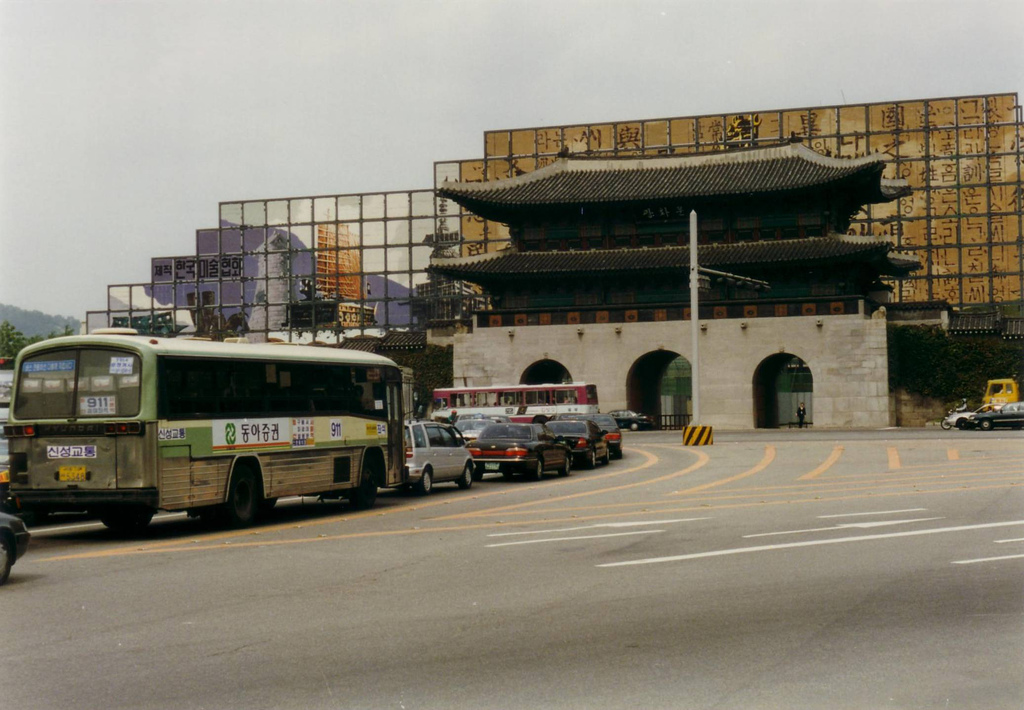
Снос Дома генерал-губернатора, 1996 год
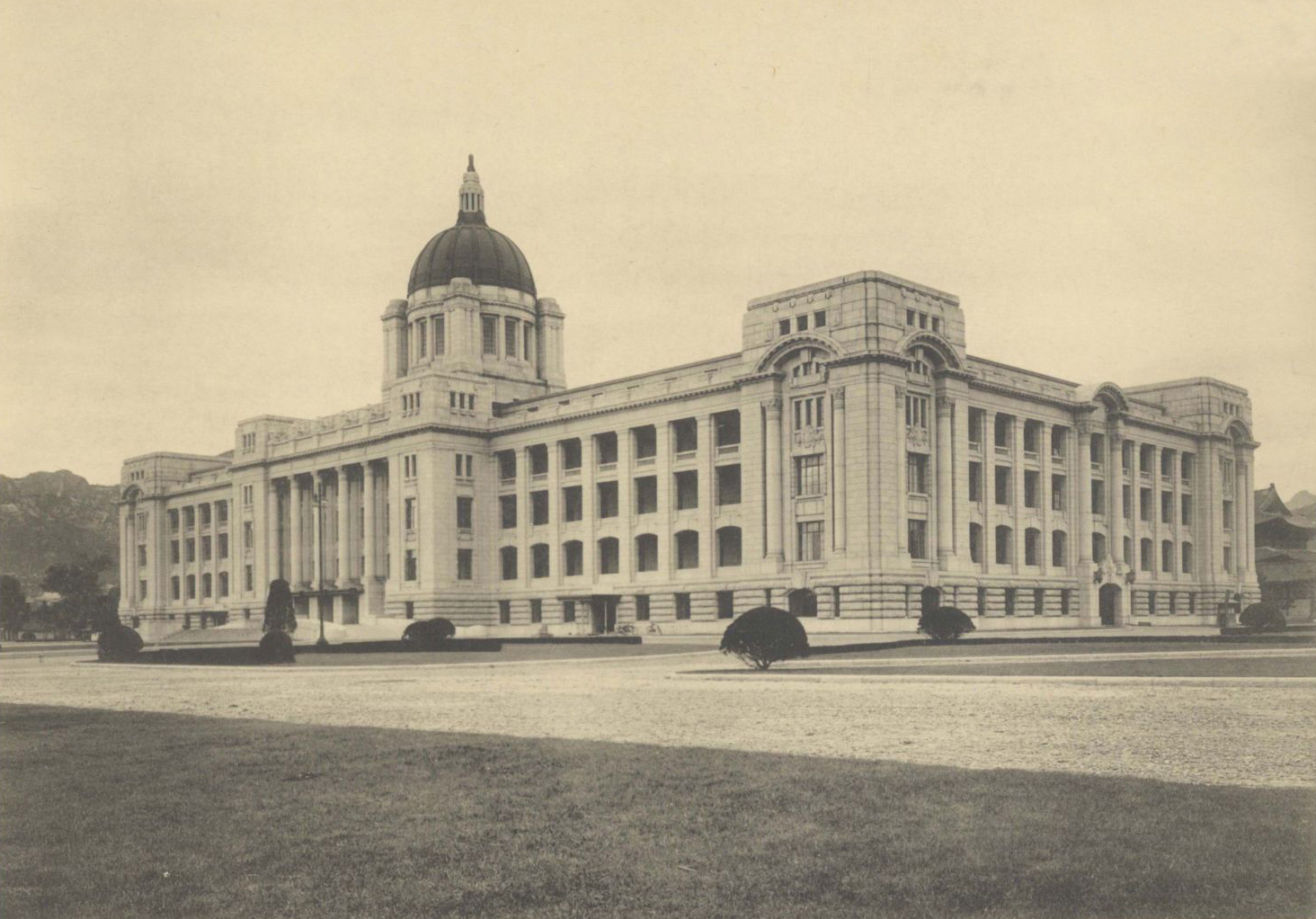
Вид на здание, 1929 год